# Phyllodesmium
Phyllodesmium es un género de moluscos nudibranquios de la familia Facelinidae. Estos nudibranquios se localizan en aguas tropicales y templadas de los océanos Índico y Pacífico, alimentándose principalmente de corales blandos. La especie Phyllodesmium rudmani desarrolla unas ceras que imitan los pólipos del coral Heteroxenia, del que se alimenta, pasando así inadvertido frente a posibles predadores, en un ejercicio de cripsis.

## Especies
El Registro Mundial de Especies Marinas reconoce las siguientes especies válidas en el género Phyllodesmium:
- Phyllodesmium acanthorhinum Moore & Gosliner, 2014
- Phyllodesmium briareum (Bergh, 1896)
- Phyllodesmium colemani Rudman, 1991
- Phyllodesmium crypticum Rudman, 1981
- Phyllodesmium fastuosum Ehrenberg, 1831
- Phyllodesmium guamense Avila, Ballesteros, Slattery, Starmer & Paul, 1998
- Phyllodesmium horridum (Macnae, 1954)
- Phyllodesmium hyalinum Ehrenberg, 1831
- Phyllodesmium iriomotense Baba, 1991
- Phyllodesmium jakobsenae Burghardt & Wägele, 2004
- Phyllodesmium kabiranum Baba, 1991
- Phyllodesmium karenae Moore & Gosliner, 2009
- Phyllodesmium koehleri Burghardt, Schrödl & Wägele, 2008
- Phyllodesmium lembehense Burghardt, Schrödl & Wägele, 2008
- Phyllodesmium lizardense Burghardt, Schrödl & Wägele, 2008
- Phyllodesmium longicirrum (Bergh, 1905)
- Phyllodesmium macphersonae (Burn, 1962)
- Phyllodesmium magnum Rudman, 1991
- Phyllodesmium opalescens Rudman, 1991
- Phyllodesmium parangatum Ortiz & Gosliner, 2003
- Phyllodesmium pecten Rudman, 1981
- Phyllodesmium pinnatum Moore & Gosliner, 2009
- Phyllodesmium poindimiei (Risbec, 1928)
- Phyllodesmium rudmani Burghardt & Gosliner, 2006
- Phyllodesmium serratum (Baba, 1949)
- Phyllodesmium tuberculatum Moore & Gosliner, 2009
- Phyllodesmium undulatum Moore & Gosliner, 2014

Especies cuyo nombre ha dejado de ser aceptado por sinonimia:
- Phyllodesmium xeniae Gohar & Aboul-Ela, 1957 aceptada como Phyllodesmium hyalinum Ehrenberg, 1831

## Galería

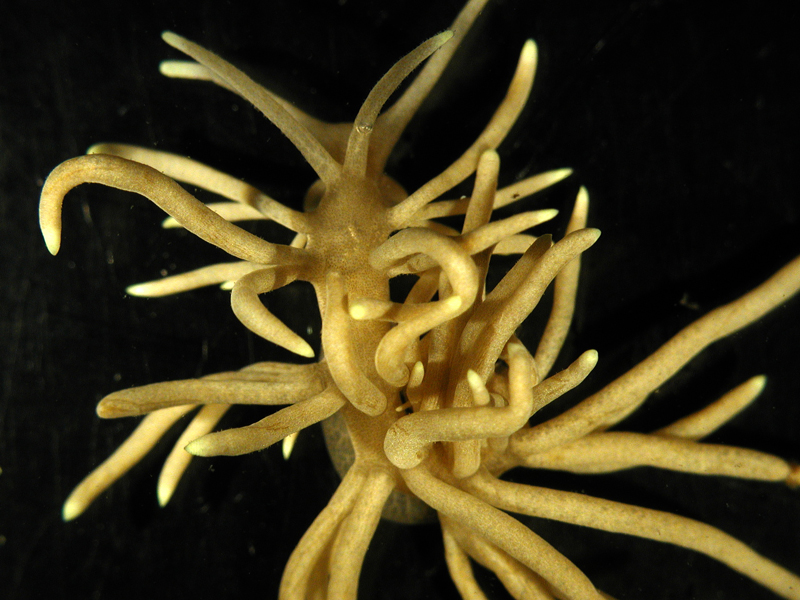
Phyllodesmium briareum
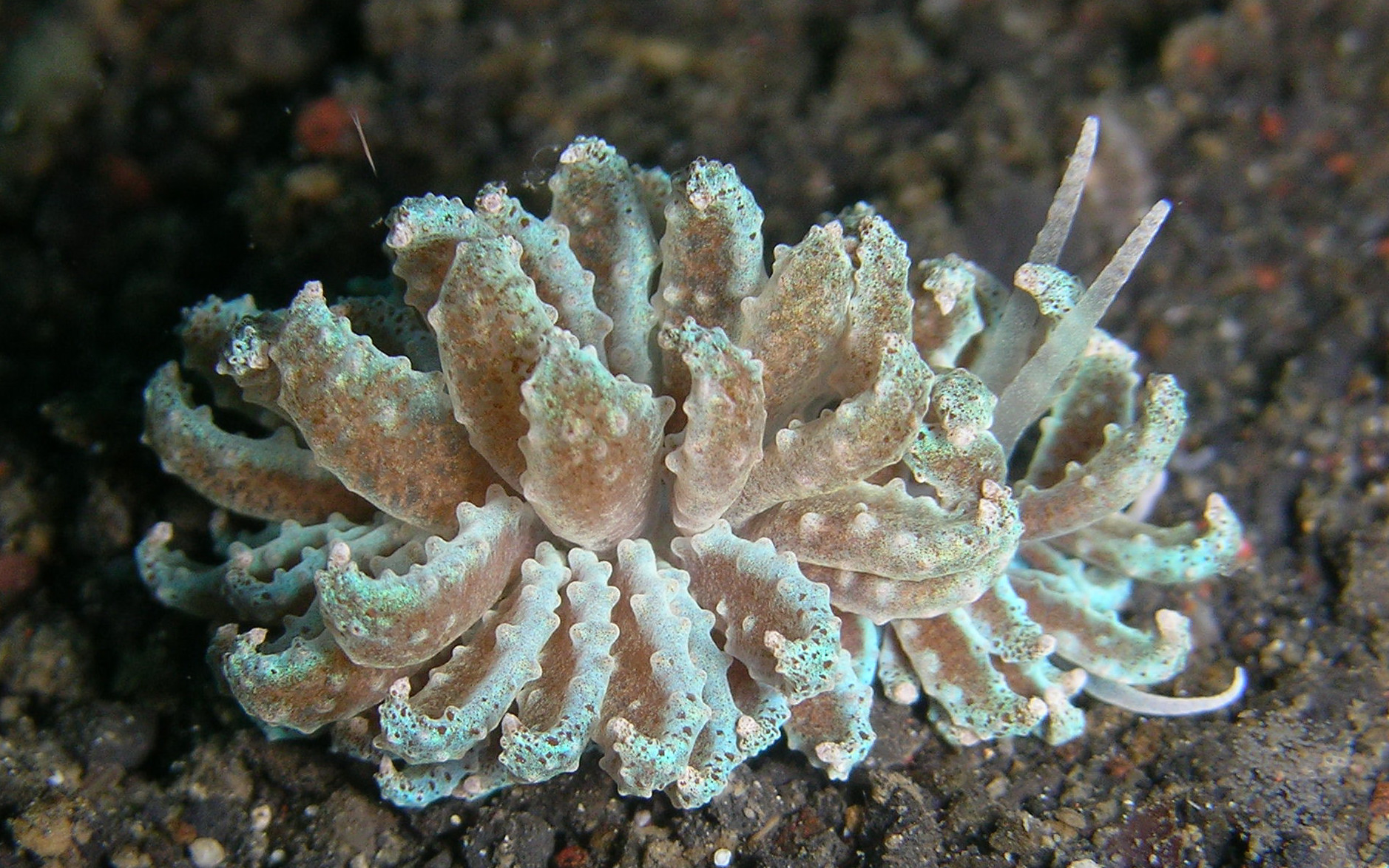
Phyllodesmium crypticum
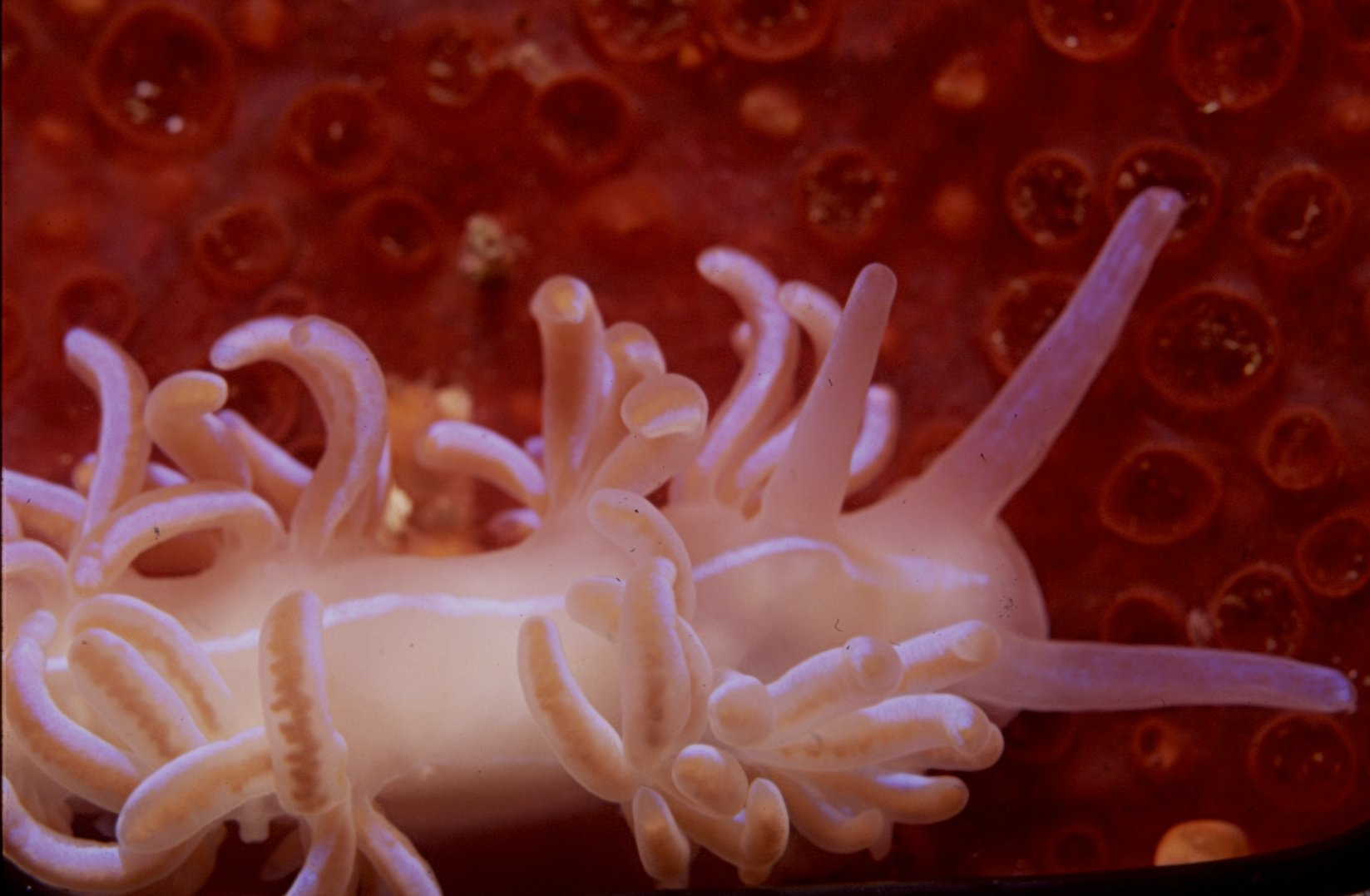
Phyllodesmium horridum
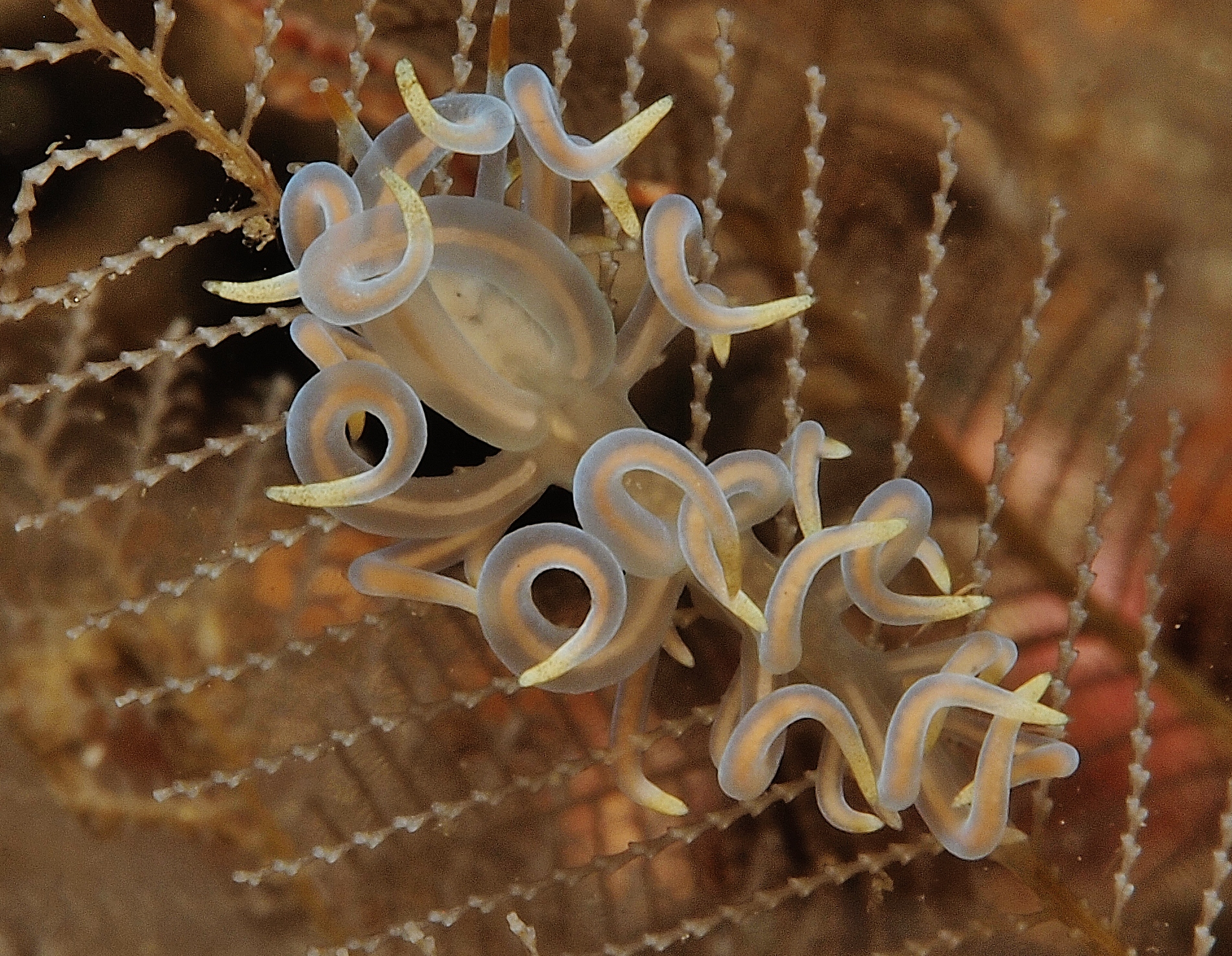
Phyllodesmium iriomotense
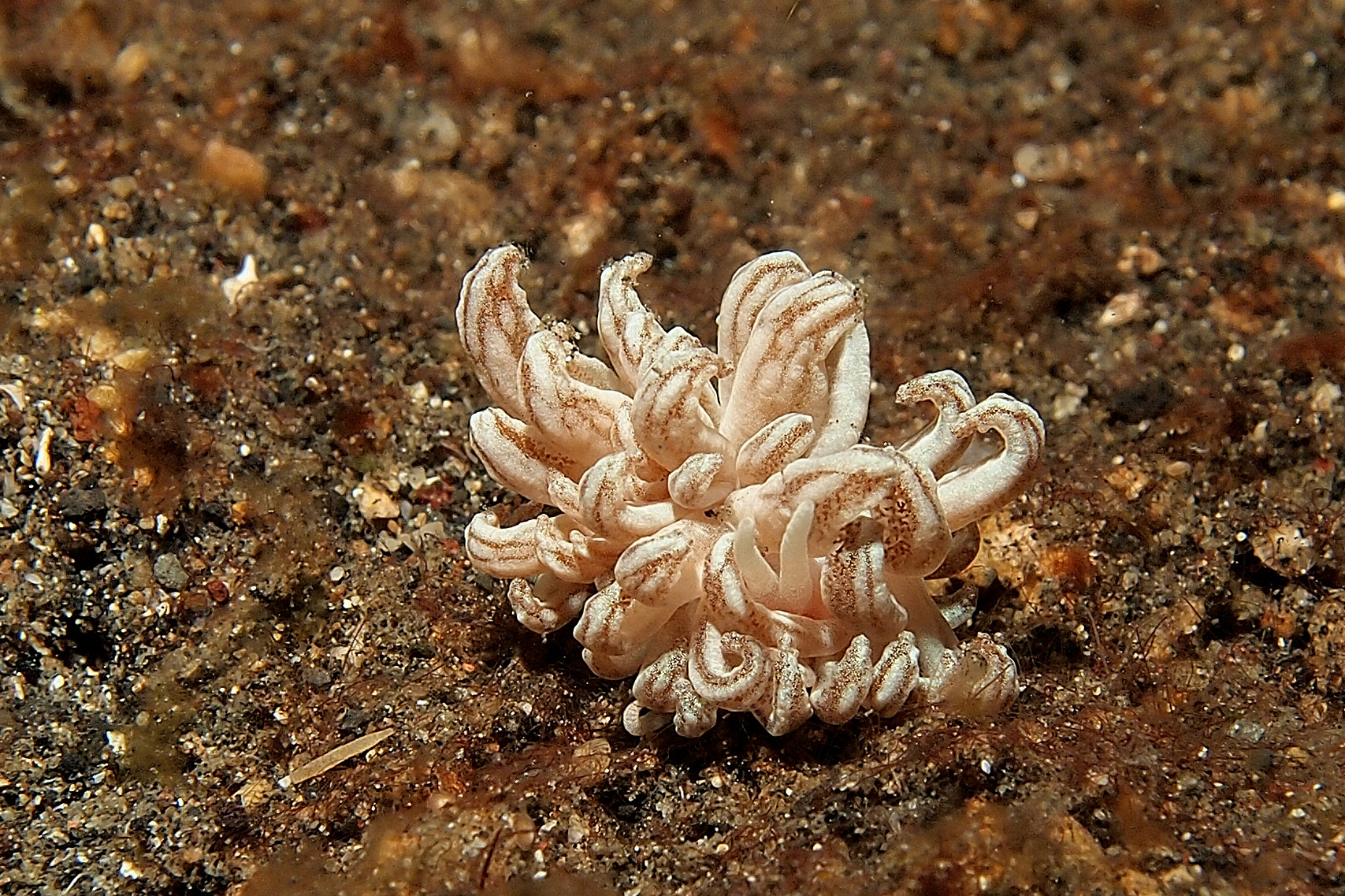
Phyllodesmium jakobsenae
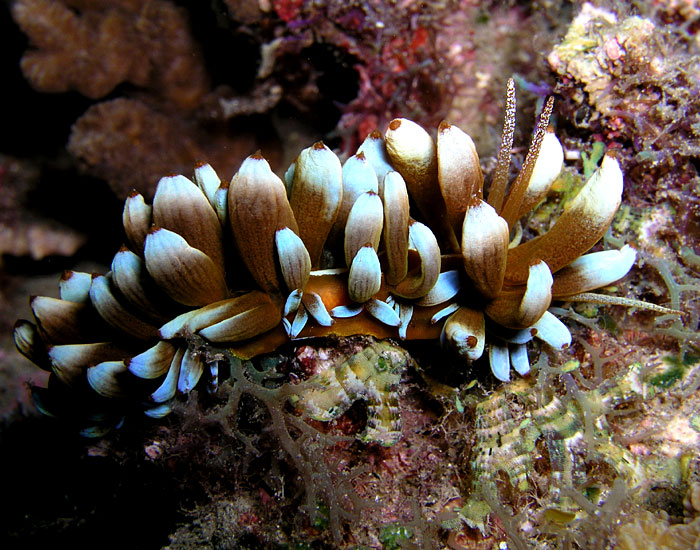
Phyllodesmium kabiranum
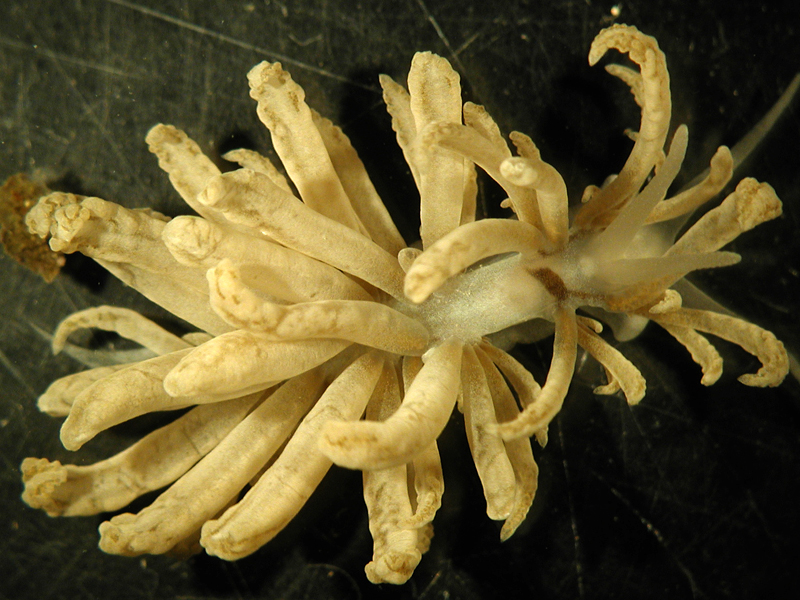
Phyllodesmium lizardense
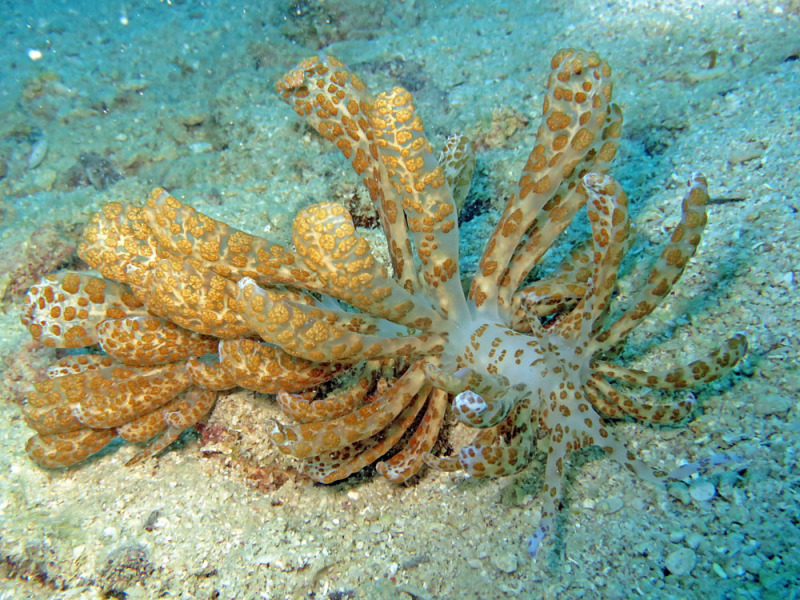
Phyllodesmium longicirrum
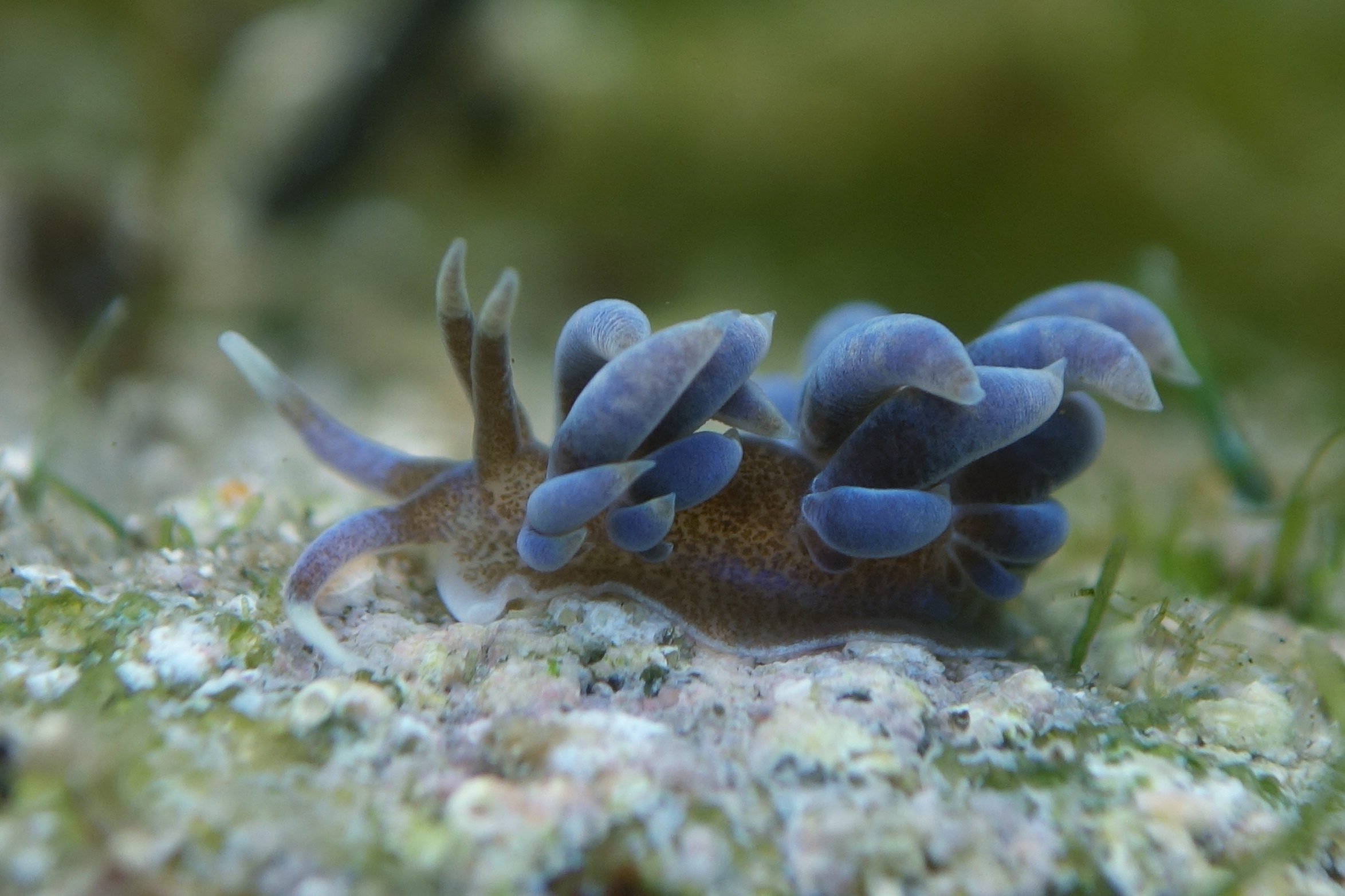
Phyllodesmium macphersonae
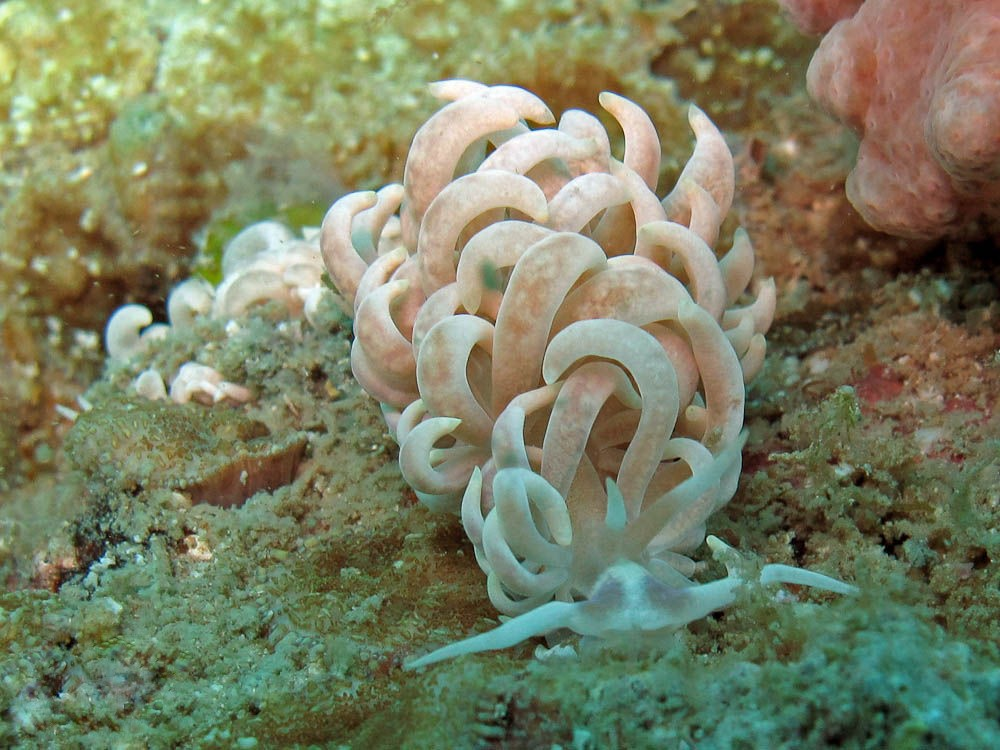
Phyllodesmium magnum
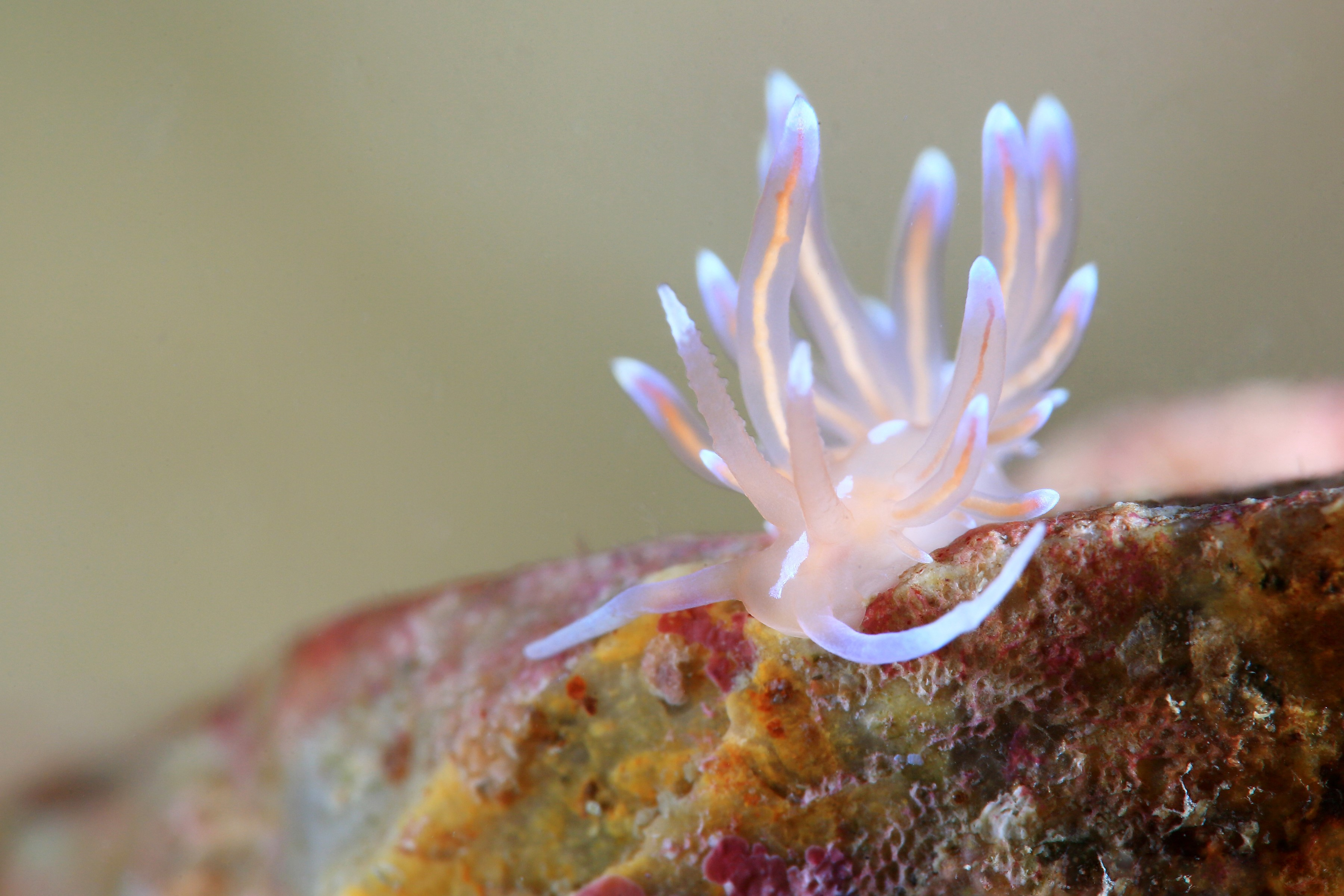
Phyllodesmium opalescens
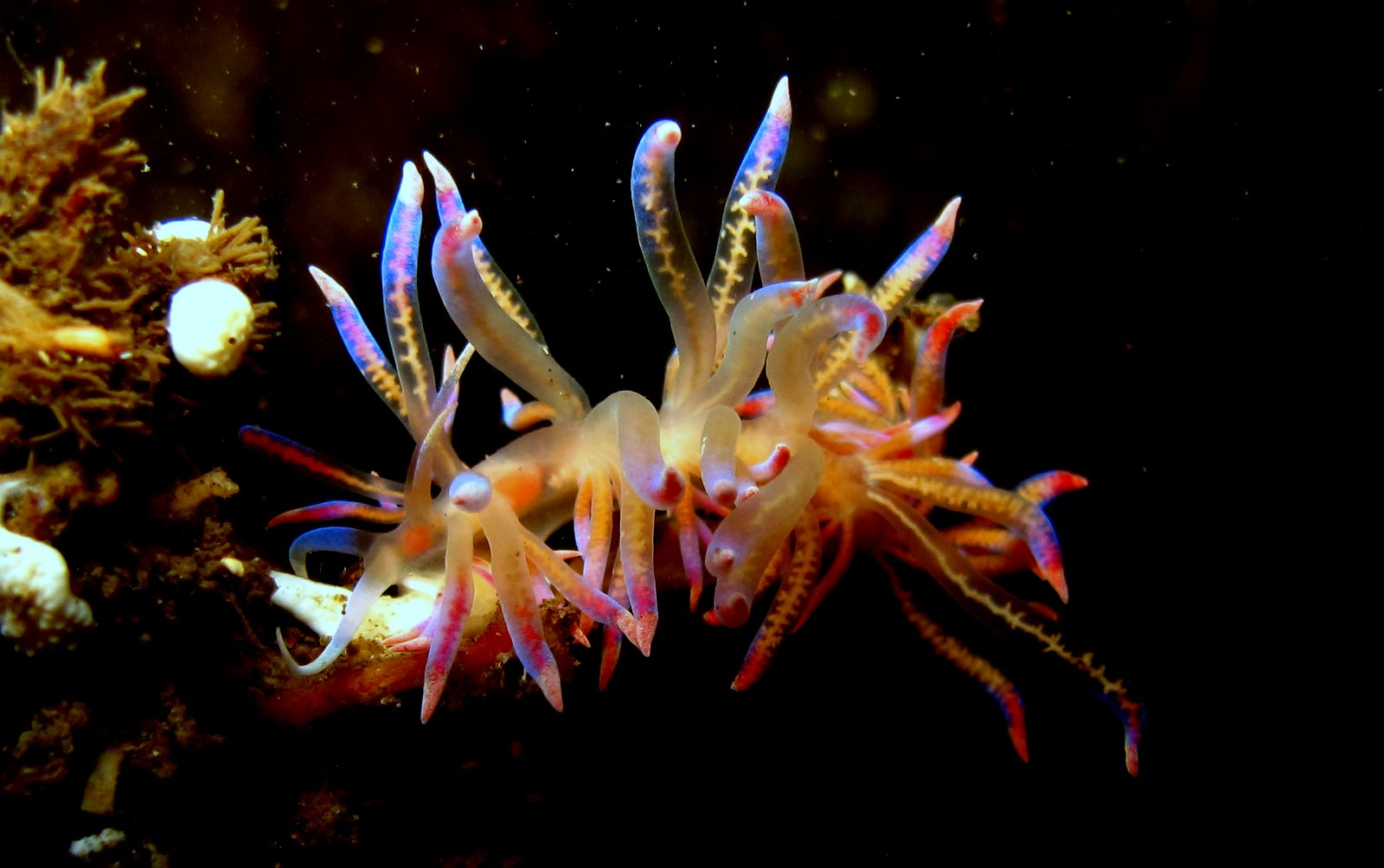
Phyllodesmium poindimiei
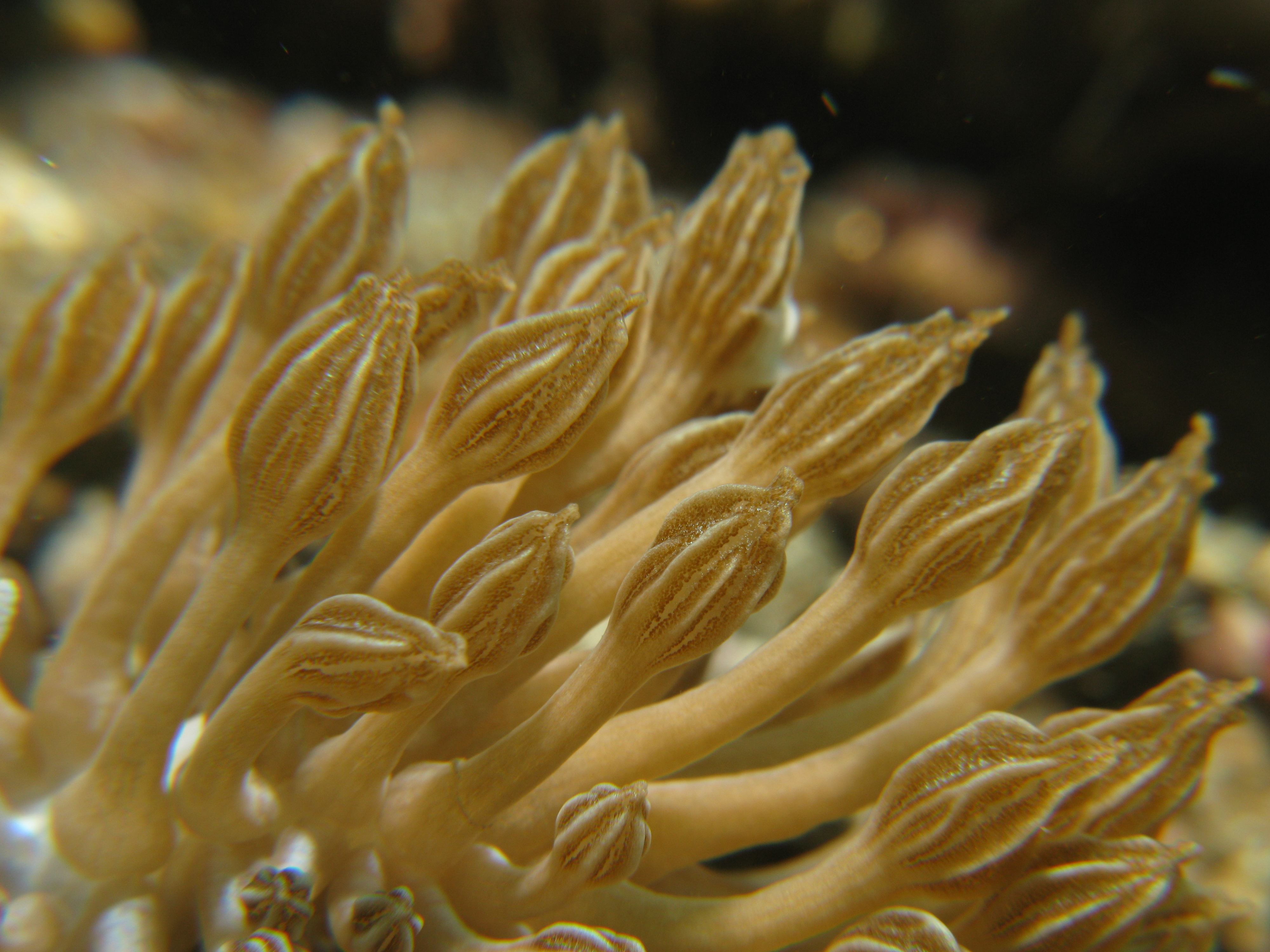
Ceras de Phyllodesmium rudmani imitando pólipos de Heteroxenia
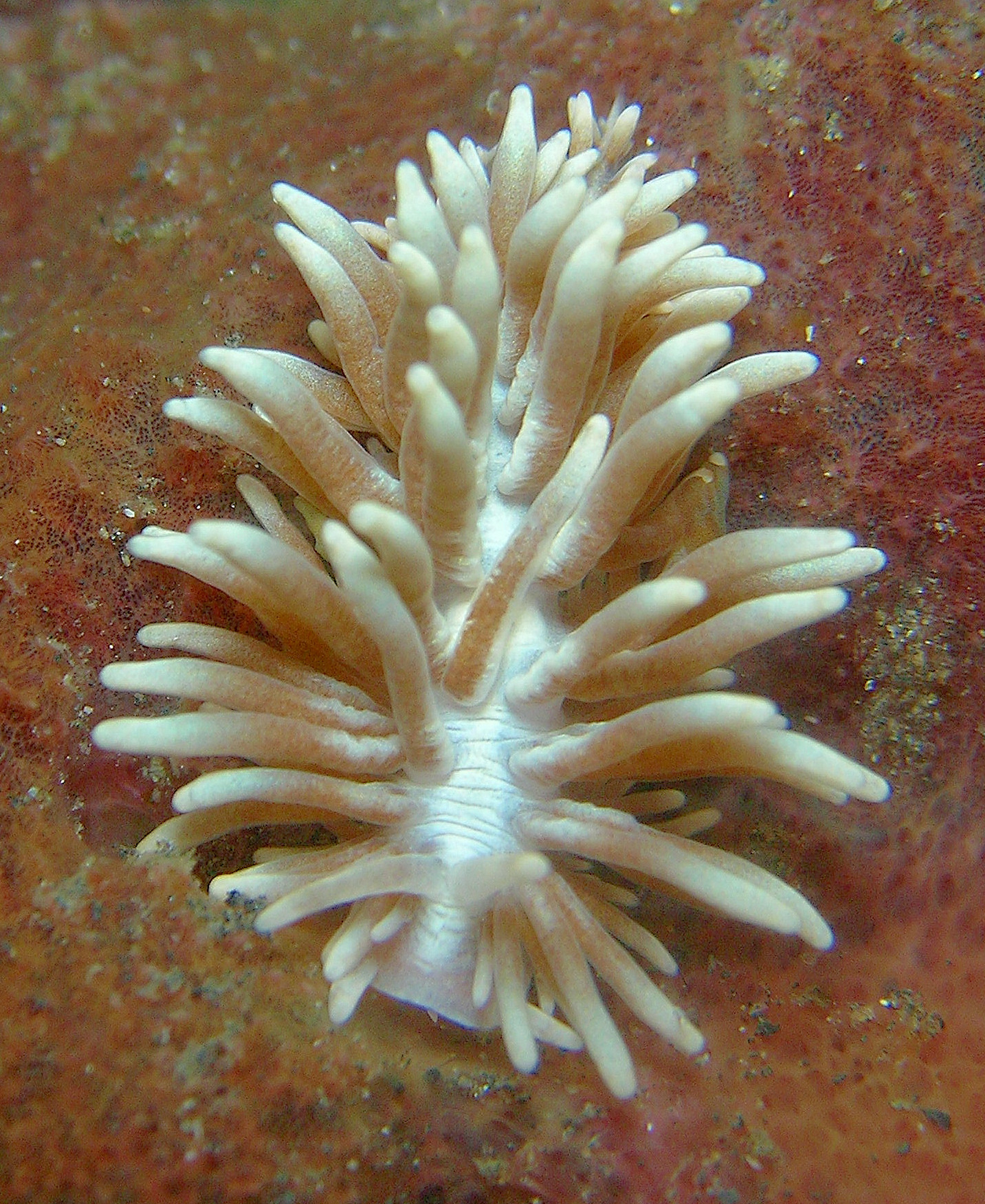
Phyllodesmium serratum
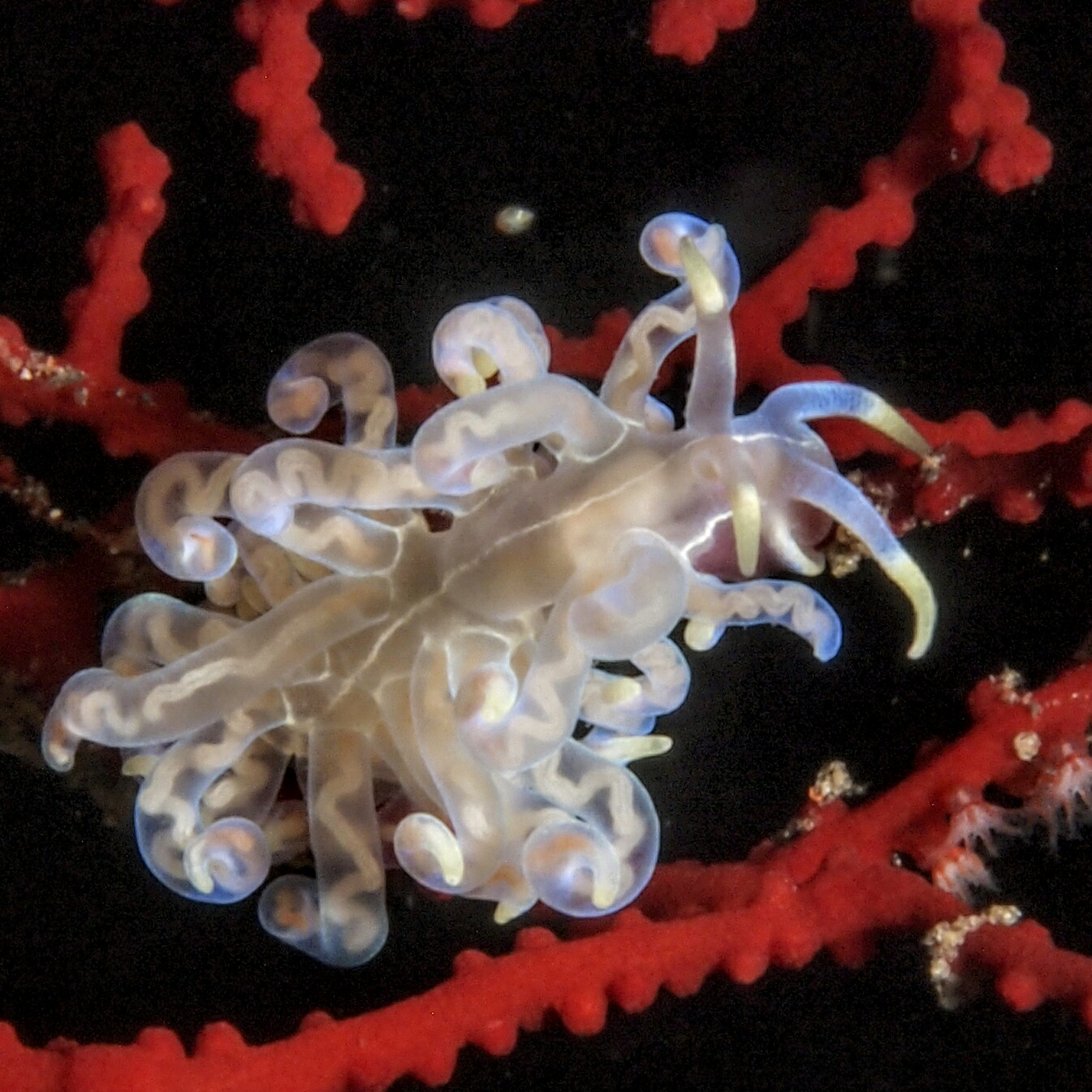
Phyllodesmium undulatum

## Morfología
El género se caracteriza por comer corales blandos del orden Alcyonaria; tener la facultad de autotomía en las ceras dorsales, que son ligera o extremamente aplanadas; la disposición de las ceras variable, con arco precardiáco en cada lado, tanto en hilera simple como doble; carecer de glándulas orales, y presentar un par de glándulas salivares tubulares; la abertura genital situada debajo de la extremidad anterior del arco precardiáco derecho; los dientes tienen normalmente cúspides centrales puntiagudas, con un reborde lateral bajo cada lado que tiene muchos dentículos o dientes serrados; el sistema reproductivo cuenta con un solo receptáculo seminal y una próstata formando una masa glandular en la base de los músculos del pene.

La especie de mayor tamaño es Phyllodesmium longicirrum, que alcanza los 14 cm.

## Reproducción
Son ovíparos y hermafroditas simultáneos, que cuentan con órganos genitales femeninos y masculinos: receptáculo seminal, bursa copulatrix o vagina, próstata y pene. No obstante, no pueden autofertilizarse, por lo que necesitan copular con otro individuo para ello. La cópula puede ser unidireccional, entre dos individuos, o en grupo, formando cadenas o círculos en las que un mismo individuo ejerce de macho inseminando a otro ejemplar, mientras simultáneamente es inseminado por otro individuo diferente. Los huevos eclosionan larvas planctónicas velígeras que desarrollan a la forma adulta.

## Alimentación
Son predadores carnívoros, alimentándose principalmente de corales blandos, como especies de Briareum, Xenia, Heteroxenia o Pachyclavularia violacea.

## Hábitat y distribución
Estas pequeñas babosas marinas se distribuyen por los océanos Índico y Pacífico, desde las costas africanas hasta Australia y las islas Marshall, y al norte hasta Japón.
Habitan aguas templadas y tropicales, en un rango de profundidad entre 0 y 30 m.

 Se localizan en fondos arenosos y rocosos, y en piscinas intermareales, principalmente de arrecifes de coral.